# Donneville
Donneville är en kommun i departementet Haute-Garonne i regionen Occitanien i södra Frankrike. Kommunen ligger i kantonen Montgiscard som tillhör arrondissementet Toulouse. År 2022 hade Donneville 1 138 invånare.

## Befolkningsutveckling
Antalet invånare i kommunen Donneville
Referens:INSEE